# Mohamed Elelfat
Mohamed Elelfat (25 de junio de 1979) es un deportista egipcio que compitió en levantamiento de potencia adaptado. Ganó tres medallas en los Juegos Paralímpicos de Verano entre los años 2012 y 2024.

## Palmarés internacional
| Juegos Paralímpicos | Juegos Paralímpicos   | Juegos Paralímpicos | Juegos Paralímpicos |
| Año                 | Lugar                 | Medalla             | Categoría           |
| ------------------- | --------------------- | ------------------- | ------------------- |
| 2012                | Londres (Reino Unido) | Medalla de plata    | –75 kg              |
| 2020                | Tokio (Japón)         | Medalla de bronce   | –80 kg              |
| 2024                | París (Francia)       | Medalla de plata    | –88 kg              |